# Arsen pjeva djeci
Arsen Pjeva Deci je deveti studijski album Arsena Dedića iz 1982. godine, kojeg izdaje diskografska kuća RTV LJ

## Sadržaj Albuma
1. "Prijateljstvo" - 02:47
2. "Nije Lako Bubamarcu" - 02:19
3. "Kaubojski Poker" - 01:47
4. "Djeca Su Ukras Svijeta" - 02:07
5. "Pitalice" - 01:48
6. "Budilnik" - 03:02
7. "Čemu Služe Roditelji" - 02:20
8. "Šu, Šu, Šu" - 02:46
9. "Kakav Život Čovjek Vodi" - 01:40
10. "Da Bi Gothe..." - 01:55
11. "Što, Što, Što" - 03:02
12. "Ti Si Moje Malo Mače" - 03:54
13. "Bajka O Vratima" - 01:55